# کریستینا سویا
ماریا کریستینا سویا مارتینز (زاده ۳ مارس 1965) خواننده و ترانه‌سرای اسپانیایی است که بعداً یکی از اعضای دوتایی باکارا بود. کریستینا سویا در مادرید به دنیا آمد.
کریستینا سویا به‌طور خصوصی متأهل و مادر دو پسر است. پسر بزرگتر او نیز نوازنده است و محتوای مرتبط با موسیقی تولید می‌کند. در سال ۲۰۲۴ کریستینا سویا در مونیخ آلمان زندگی می‌کند.